# احمد جلالیان
احمد جلالیان سیاست‌مدار ایرانی ، که در دوره بیست و چهارم مجلس شورای ملی بعنوان نماینده تهران از استان تهران در مجلس شورای ملی حضور داشت.(متولد ۱۳۱۳ _درگذشت ۱۳۹۲) مهندس زمین شناسی معدن و فوق لیسانس جامعه شناسی از دانشگاه تهران بود. 
پیش از انقلاب ، مدیرکل اموزش ‌و پرورش استان تهران، عضو کانون ناسیونالیست ایران ، عضو و رییس دبیرخانه حزب ایران نوین و نماینده مجلس شورای ملی بود.
او دیماه ۵۷ حکم وزارت اموزش پرورش در دولت بختیار را بعلت مواجه شدن با انقلاب نپذیرفت .